# Suriname aux Jeux paralympiques
Le Suriname a participé pour la première fois aux Jeux paralympiques aux Jeux paralympiques d'été de 2004 à Athènes. Il n'a remporté aucune médaille dans cette compétition.   